# 天瑞水泥
中國天瑞集團水泥有限公司，簡稱中國天瑞集團水泥，以及天瑞水泥（英語：China Tianrui Group Cement Company Limited，港交所：1252），於2000年由李法伸和天瑞集團鑄造有限公司創立，現時由李留法（主席）和李和平（總裁）管理，名為「天瑞集團水泥有限公司」。
業務在國內經營石灰岩的开采利用以及熟料、水泥的生产、销售，總部位於中国河南汝州市广成东路63号。
於2011年12月23日於港交所主板上市之前，2007年被Titan Cement和国际金融公司入股，其後被摩根大通入股，以招股價為3.61港元，全球發售為400,900,000股股份，而集資額為15億港元。
在2013年春天，附屬公司20億元人民幣發行債券，為期8年，也就是2021年到期。
2015年山水水泥股東間爆發內鬨，天瑞水泥董事長李留法趁勢大買山水股票，一舉躍升為最大股東，更在同年12月發動奇襲，改選董事，將亞泥逐出董事會，間接讓徐旭東想藉由入主山水水泥的方式，擠進中國水泥前十大的如意算盤落空。

## 2024年暴跌
天瑞水泥在2024年4月9日接近交易日的最後十五分鐘暴跌，收市股價為0.048元，對比開市股價5.1元，下跌99%。市值蒸發港幣145.48億元。
於4月17日，天瑞水泥發表公告，指由於股價暴跌，大股東李留法，及他的妻子李鳳孌所持的一部分已質押的天瑞水泥持股被強制出售，佔天瑞水泥股權的4.53%。

## 連結
- TRCement.com（页面存档备份，存于）